# Heriades fulvescens
Heriades fulvescens is een vliesvleugelig insect uit de familie Megachilidae. De wetenschappelijke naam van de soort is voor het eerst geldig gepubliceerd in 1920 door Cockerell.